# Clifford Jarvis
Clifford Jarvis (født d. 26. august 1941 i USA – død d. 26. november 1999 i London, England) var en amerikansk jazztrommeslager. 
Jarvis var en af de ledende sidemen i jazzen i 60´erne i USA. Han har spillet med folk som Chet Baker, Jackie Mclean, Freddie Hubbard, Rahsaan Roland Kirk, Sun Ra, Pharoah Sanders og Alice Coltrane.
Flyttede i begyndelsen af 1980´erne til London, hvor han bl.a. spillede med saxofonisten Cortney Pine, og underviste på forskellige musikskoler og universiteter.

## Diskografi
- Little Red Moon – 1986 – Soul Note records.